# Jim Marshall
James Charles „Jim” Marshall (ur. 29 lipca 1923 w Londynie, zm. 5 kwietnia 2012 w Buckinghamshire) – brytyjski biznesmen i konstruktor.

## Życiorys
Jeden z pionierów w dziedzinie konstrukcji wzmacniaczy gitarowych, założyciel firmy Marshall Amplification.
W 2003 został odznaczony Orderem Imperium Brytyjskiego IV klasy (OBE).